# 1980-as magyar birkózóbajnokság
Az 1980-as magyar birkózóbajnokság a hetvenharmadik magyar bajnokság volt. A kötöttfogású és a szabadfogású bajnokságot is április 11. és 13. között rendezték meg Budapesten, a Körcsarnokban.

## Eredmények

### Férfi kötöttfogás
| Versenyszám | Arany                            | Arany | Ezüst                             | Ezüst | Bronz                           | Bronz |
| ----------- | -------------------------------- | ----- | --------------------------------- | ----- | ------------------------------- | ----- |
| 48 kg       | Vadász Csaba Dunaújvárosi Kohász |       | Seres Ferenc Honvéd Szondi SE     |       | Papp Tibor MTK-VM               |       |
| 52 kg       | Rácz Lajos Honvéd Szondi SE      |       | Sántha József Újpesti Dózsa       |       | Kovács Sándor Újpesti Dózsa     |       |
| 57 kg       | Doncsecz József Vasas SC         |       | Molnár Gyula Ganz-MÁVAG VSE       |       | Sipos Árpád Bp. Honvéd          |       |
| 62 kg       | Tóth István Ganz-MÁVAG VSE       |       | Sipeki István Eger SE             |       | Kelemen László Honvéd Szondi SE |       |
| 68 kg       | Gaál Károly BVSC                 |       | Lakatos András Eger SE            |       | Péter István Szegedi EOL AK     |       |
| 74 kg       | Kocsis Ferenc Ganz-MÁVAG VSE     |       | Nádasi Attila Ferencvárosi TC     |       | Vámos Péter Honvéd Szondi SE    |       |
| 82 kg       | Toma Mihály Vasas SC             |       | Csapó Antal BVSC                  |       | Erdélyi Gyula BVSC              |       |
| 90 kg       | Növényi Norbert Újpesti Dózsa    |       | Fodor János Ferencvárosi TC       |       | Juhász József Diósgyőri VTK     |       |
| 100 kg      | Farkas József Vasas SC           |       | Miholek István Vasas SC           |       | Lengyel László Vasas SC         |       |
| +100 kg     | Rovnyai János MTK-VM             |       | Kovács József Dunaújvárosi Kohász |       | Tóth László Újpesti Dózsa       |       |

### Férfi szabadfogás
| Versenyszám | Arany                          | Arany | Ezüst                              | Ezüst | Bronz                         | Bronz |
| ----------- | ------------------------------ | ----- | ---------------------------------- | ----- | ----------------------------- | ----- |
| 48 kg       | Bíró László Ferencvárosi TC    |       | Gyulai Mihály Ferencvárosi TC      |       | Seres Imre Honvéd Szondi SE   |       |
| 52 kg       | Szabó Lajos Diósgyőri VTK      |       | Gazdag Ferenc Pécsi MSC            |       | Tőzsér Sándor Debreceni MVSC  |       |
| 57 kg       | Németh Sándor Csepel SC        |       | Szalontai Imre Diósgyőri VTK       |       | Koós Lajos Honvéd Szondi SE   |       |
| 62 kg       | Szalontai Zoltán Diósgyőri VTK |       | Orbán József Csepel SC             |       | Fodor Mihály Nyíregyházi VSSC |       |
| 68 kg       | Kocsis János Bp. Honvéd        |       | Tóth László Bp. Honvéd             |       | Jászkai Imre Diósgyőri VTK    |       |
| 74 kg       | Fehér István Ferencvárosi TC   |       | Vígh Péter Ferencvárosi TC         |       | Gál András Csepel SC          |       |
| 82 kg       | Kovács István Csepel SC        |       | Nagy Lajos Csepel SC               |       | Németh Lajos Ferencvárosi TC  |       |
| 90 kg       | Molnár Géza Bp. Honvéd         |       | Petrezselyem Antal Ferencvárosi TC |       | Robotka István Bp. Honvéd     |       |
| 100 kg      | Bodó Antal Szegedi EOL AK      |       | Péter László Debreceni MVSC        |       | Udvardi Attila Bp. Honvéd     |       |
| +100 kg     | Balla József Ferencvárosi TC   |       | Szemerédi Péter Haladás VSE        |       | Lajos Zsigmond Diósgyőri VTK  |       |